# Montégut-Arros
Montégut-Arros è un comune francese di 304 abitanti situato nel dipartimento del Gers nella regione dell'Occitania.

## Società

### Evoluzione demografica
Abitanti censiti